# Sei Bati Airport
Sei Bati Airport är en flygplats i Indonesien.   Den ligger i provinsen Kepulauan Riau, i den västra delen av landet, 900 km norr om huvudstaden Jakarta. Sei Bati Airport ligger 6 meter över havet. Den ligger på ön Pulau Karimun Besar.
Terrängen runt Sei Bati Airport är platt söderut, men åt nordväst är den kuperad. Havet är nära Sei Bati Airport åt nordost.